# Obeidia conspurcata
Obeidia conspurcata là một loài bướm đêm trong họ Geometridae.